# Kulstofstål
Kulstofstål er stål, hvor det vigtigste legeringsgrundstof er kulstof. Stål med lavt kulstofindhold har egenskaber, der svarer til jerns. Som kulstofindholdet stiger, bliver metallet hårdere og stærkere, men bliver samtidig også sværere at arbejde med. 
Kulstofstål bliver brugt til mange ting, alt efter indholdet af kulstof. Indeholder det ca. 0,6-0,99 % kulstof, er det meget stærkt og kan bruges til fjedre og meget stærke tråde.